# Бъдеще (1923)
Вижте пояснителната страница за други значения на Бъдеще.
„Бъдеще“ е български вестник, редактиран от Лазар Поповски и излизал в 1923 година в Цариград, столицата на Османската империя.

## История
Излиза на български и турски език. Подзаглавието му е Независим турско-български седмичник. Директор на вестника е Лазар Поповски, а отговорен редактор - Атанас Хаджиниколов, и двамата дейци на левицата във Вътрешната македонска революционна организация и емигранти в Османската империя. Вестникът излиза два пъти в седмицата. Излизат 4 броя.
| Годишнина | Броеве | Дата |
| --------- | ------ | ---- |
| І         | 1 – 4  | 1923 |

Вестникът е фокусиран върху Македонския въпрос като защитава идеята българо-турско приятелство и за Автономия на Македония и Одринско.